# Steyregg

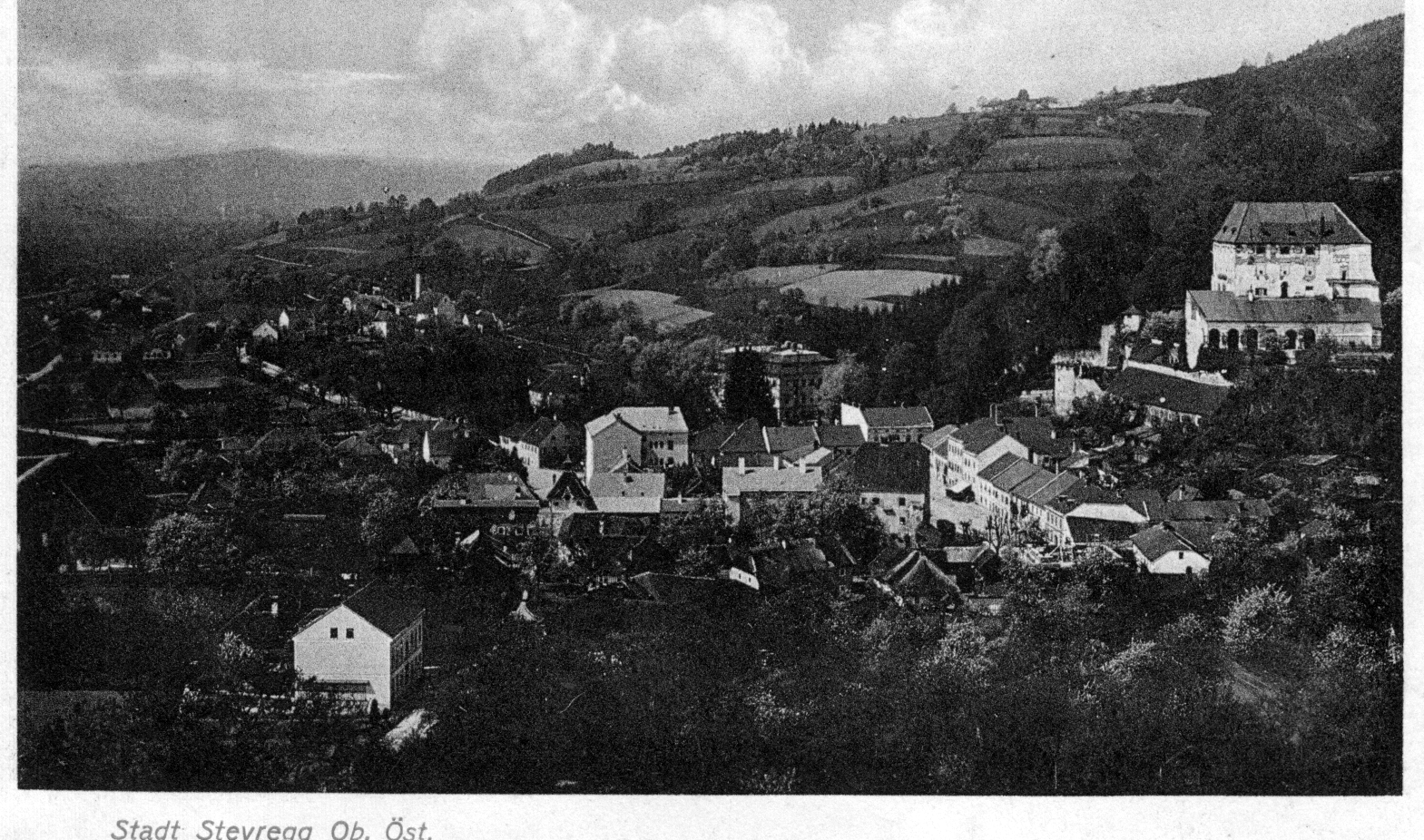
Steyregg 1916

Steyregg ist eine Stadtgemeinde in Oberösterreich im Bezirk Urfahr-Umgebung mit 5005 Einwohnern (Stand 1. Jänner 2025).

## Geographie
Steyregg liegt auf 259 m Höhe im unteren Mühlviertel, einige Kilometer vom Zentrum der oberösterreichischen Landeshauptstadt Linz entfernt, direkt an die Stadt angrenzend auf der anderen, der linken Seite der Donau, die hier um nördlich Linz eine Schlinge schlägt und dann die Gemeinde südlich umrundet.

### Flächenverteilung
Die Ausdehnung beträgt von Nord nach Süd 7,7 km und von West nach Ost 8,1 km. Die Gesamtfläche beträgt 33 km².

### Gemeindegliederung
Die 7 Ortschaften sind (Einwohnerzahlen Stand 1. Jänner 2025):
- Götzelsdorf (65)
- Hasenberg (101)
- Holzwinden (215)
- Lachstatt (170)
- Plesching samt Am Pfenningberg (996)
- Pulgarn (385)
- Steyregg (3073) (Hauptort) samt Obernbergen und Windegg

Katastralgemeinden sind Lachstatt, Pulgarn und Steyregg.

Zählsprengel sind Steyregg-Zentrum und Steyregg-West für den Hauptort, Steyregg-Umgebung und Plesching.
Die Gemeinde liegt im Gerichtsbezirk Urfahr.

### Nachbargemeinden
|      |                                             | Engerwitzdorf           |
| Linz | Kompassrose, die auf Nachbargemeinden zeigt |                         |
|      |                                             | Luftenberg an der Donau |

## Geschichte
Erste Siedlungen im Raum Steyregg gab es, belegt durch archäologische Ausgrabungen, bereits in der Jungsteinzeit. Slawische Grabfunde deuten auf Besiedlung während der ersten nachchristlichen Jahrhunderte hin.

### Tafersheim
Im Frühmittelalter entwickelten sich mehrere Ortschaften an geographisch günstigen Plätzen entlang der Donau, welche als Umschlagplätze im Salzhandel vom Süden in den Norden über den Linzer Steig große Bedeutung erlangten. Im Jahr 885 wird Taberesheim erstmals erwähnt, später als Tafersheim, Tabersheim, Tauirsheim, Taversheim und Taffersheim geschrieben. Das Gebiet von Tafersheim umfasste ursprünglich sowohl Siedlungen nördlich der Donau als auch im Süden am rechten Ufer der Donau (St. Peter, Zizlau und Seyrlurfahr im Bereich der voestalpine und der Chemie Linz). Ins Jahr 1111 wird eine Kirche von Tafersheim datiert, der Vorgänger der heutigen Pfarrkirche von Steyregg.
Der Name Tafersheim schränkte sich im 17. Jahrhundert zunehmend ein, bis er schließlich im 19. Jahrhundert zum Hausnamen des Steyregger Spitals wurde. Nachdem dieses 1936 aus verkehrstechnischen Gründen abgerissen wurde, verschwand der Name Tafersheim gänzlich.

### Steyregg
Der Bau einer Burg in Steyregg dürfte um das Jahr 1150 begonnen haben. Um 1150 wird auch erstmals der heutige Ortsname in Zusammenhang mit dem castrum Steyrheke erwähnt. Die Burg wurde ständig erweitert und wechselte oft ihre Besitzer.
Im 13. Jahrhundert wurde der Ort Steyregg zum Markt erhoben und erhielt 1482 das Stadtrecht. Die Stadt blieb in den folgenden Jahrhunderten aber stets im Schatten der Landeshauptstadt Linz, die sich am südlichen Donauufer erstreckt. Steyregg blieb eine Kleinstadt, die weitgehend von den bäuerlichen Ortschaften geprägt war.
Ende des 19. Jahrhunderts trug der Bau der Summerauer Bahn und der Bau der Eisenbahnbrücke Steyregg über die Donau zu einem bescheidenen Aufschwung bei. Während des Zweiten Weltkriegs hatte die Bevölkerung Steyreggs unter der unmittelbaren Nähe der Hermann-Göring-Werke in Linz zu leiden, die das Ziel zahlreicher Bombenangriffe der Alliierten waren. In den letzten Jahrzehnten erlangte die Stadt hauptsächlich durch die Umweltbewegung und deren Kampf gegen die Emissionen der Schwerindustrie Berühmtheit.
Anfang des 21. Jahrhunderts wurde von den Altgrafen Salm-Reifferscheidt das Wahrzeichen der Stadt Schloss Steyregg renoviert, nachdem es 200 Jahre lang leer gestanden hatte.
Steyregg war im Jahr 2007 Austragungsort der Wasserski-Weltmeisterschaften.

### Bevölkerungsentwicklung
Die Zunahme der Bevölkerungszahl in den letzten Jahrzehnten erfolgte wegen einer stark positiven Geburtenbilanz, die Wanderungsbilanz war meist negativ oder nur leicht positiv.

## Kultur und Sehenswürdigkeiten

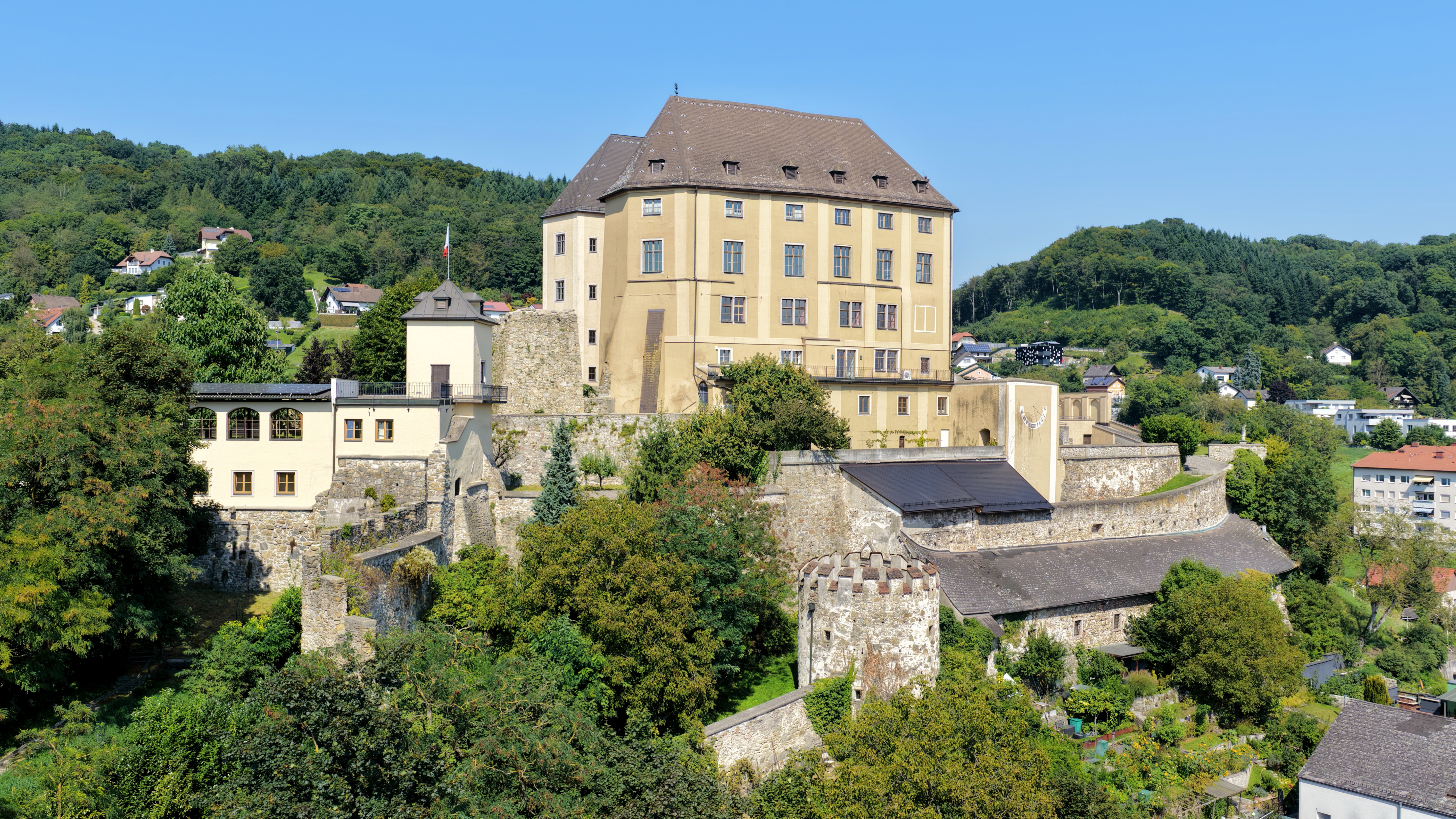
Schloss Steyregg

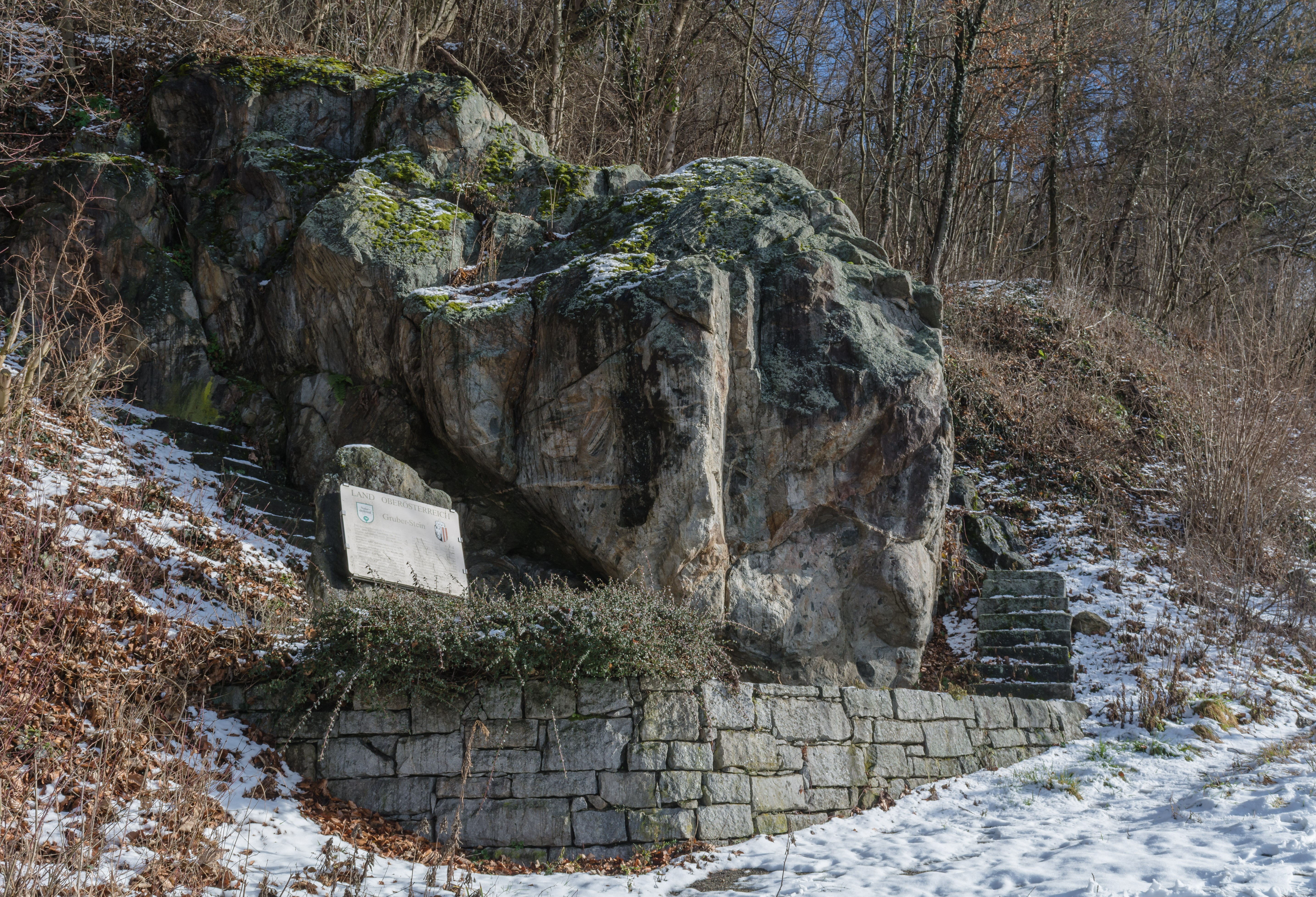
Dr. Gruberstein

- Schloss Steyregg: Das Schloss wurde unter den Ottokaren im 11. oder 12. Jahrhundert errichtet. Der Ausbau zum Schloss erfolgte unter den Jörgern am Ende des 16. Jahrhunderts. Heute ist das Schloss in Privatbesitz und kann für Veranstaltungen gemietet werden.
- Katholische Pfarrkirche Steyregg hl. Stephanus

## Wirtschaft und Infrastruktur

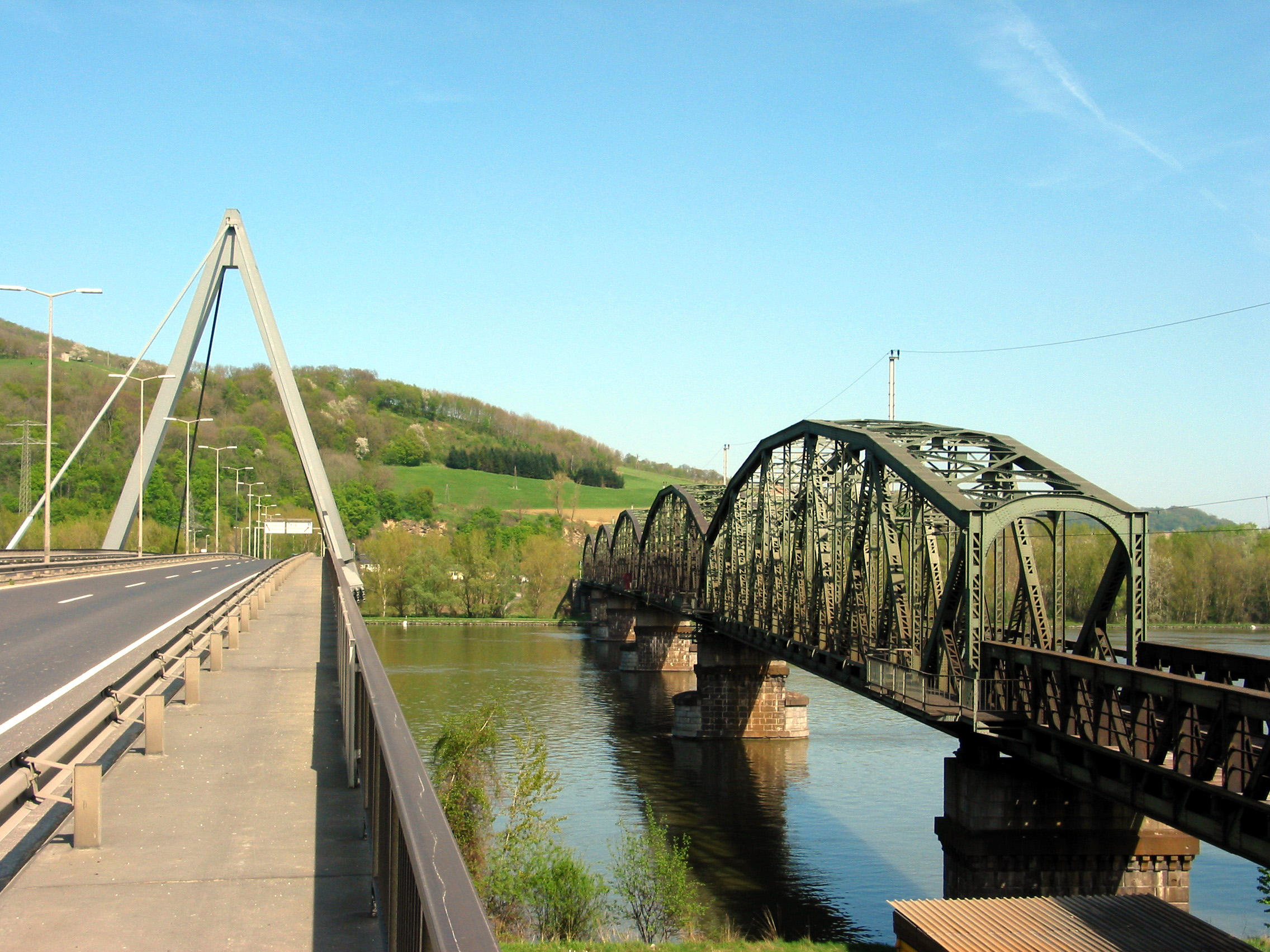
Donaubrücken bei Steyregg

### Verkehr
- Bahnlinie: In Steyregg gibt es einen Bahnhof[6] und die Haltestelle Pulgarn[7][8], die an der Summerauer Bahn liegen. Die ehemalige Haltestelle Windegg wurde aufgelassen.[9][10]
- Buslinie: Steyregg wird durch den Bus mit Linz und Perg verbunden.
- Fahrrad: Entlang der Donau verläuft bei Steyregg der Radweg R1 Passau – Wien.

### Öffentliche Einrichtungen
- Betreubares Wohnen
- Jugendzentrum Steyregg
- Im Süden der Kleinstadt befindet sich ein Freizeitgelände mit Sportanlage, Badesee und Kleingartenanlage
- Sozialzentrum 1 und 2

### Bildung
- Kindergarten und Krabbelstube
- Volksschule
- Informatikmittelschule
- Musikschule
- Bauwirtschaftszentrum (BWZ)

## Politik

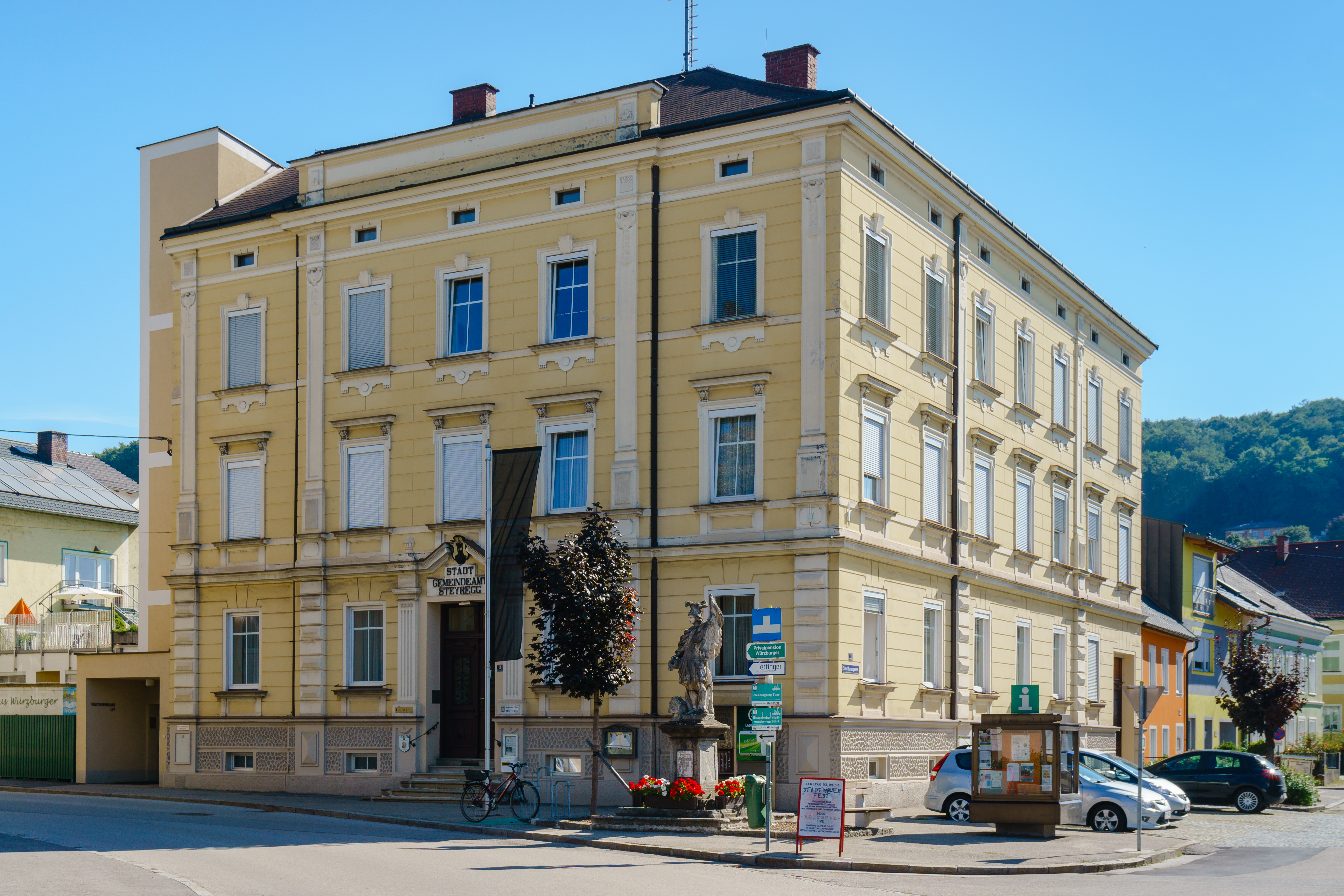
Rathaus

### Gemeinderat
| Partei | 1991    | 1991  | 1991    | 1997  | 1997  | 1997 | 2003  | 2003  | 2003 | 2009  | 2009  | 2009 | 2015  | 2015 | 2015 | 2021    | 2021 | 2021    |
| Partei | Stimmen | %     | Mandate | St.   | %     | M.   | St.   | %     | M.   | St.   | %     | M.   | St.   | %    | M.   | Stimmen | %    | Mandate |
| ------ | ------- | ----- | ------- | ----- | ----- | ---- | ----- | ----- | ---- | ----- | ----- | ---- | ----- | ---- | ---- | ------- | ---- | ------- |
| ÖVP    | 957     | 33,32 | 10      | 671   | 23,82 | 7    | 708   | 23,87 | 7    | 911   | 29,11 | 9    | 571   | 17,8 | 6    | 462     | 15,4 | 4       |
| SPÖ    | 1.118   | 38,92 | 12      | 1.016 | 36,07 | 12   | 1.047 | 35,30 | 11   | 882   | 28,18 | 9    | 893   | 27,8 | 9    | 1.032   | 34,4 | 9       |
| FPÖ    | ---     | ---   | ---     | 289   | 10,26 | 3    | 119   | 4,01  | 1    | 270   | 8,63  | 2    | 423   | 13,2 | 4    | 293     | 9,8  | 2       |
| SBU    | 797     | 27,75 | 9       | 841   | 29,85 | 9    | 1.092 | 36,82 | 12   | 1.067 | 34,09 | 11   | 1.033 | 32,2 | 10   | 1,213   | 40,4 | 10      |
| IST    | ---     | ---   | ---     | ---   | ---   | ---  | ---   | ---   | ---  | ---   | ---   | ---  | 162   | 5,0  | 1    |         |      |         |
| BPS    | ---     | ---   | ---     | ---   | ---   | ---  | ---   | ---   | ---  | ---   | ---   | ---  | 131   | 4,1  | 1    |         |      |         |

SBU: Steyregger Bürgerinitiative für Umwelt und Lebensqualität, IST: Liste Initiatives Steyregg, BPS: Bürgerplattform Steyregg

### Bürgermeister
Bürgermeister seit 1850 waren:
- 1850–1864 Georg Hager (sen.)
- 1864–1873 Johann Lasch
- 1873–1889 Georg Hager (jun.)
- 1889–1899 Josef Würzburger
- 1899–1909 Sebastian Rittenschober
- 1909–1911 Josef Hanl
- 1911–1924 Johann Lehermayr
- 1924–1938 Josef Hanl
- 1938–1941 Friedrich Schubert
- 1941–1942 Josef Kaltenberger
- 1942–1945 Ludwig Kirchberger
- 1945–1945 Heinrich Fürstelberger
- 1945–1949 Johann Oirer
- 1949–1962 Josef Grafleitner
- 1962–1973 August Pucher
- 1973–1979 Karl Achleitner
- 1979–1991 Peter Höller
- 1991–1997 Karl Rockenschaub
- 1997–2012 Josef Buchner (SBU)
- 2012–2021 Johann Würzburger (SBU)
- seit 2021 Gerhard Hintringer (SPÖ)

### Wappen
Blasonierung:
„In Gold auf schwarzem Felsen ein silberner, gequaderter Turm mit Zinnen, rotem Spitzdach und schwarzem Knauf, zwei Fronten zeigend, die rechte mit einem, die linke mit zwei schwarz geöffneten Fenstern versehen.“

## Hauptort der Gemeinde
Gemeindehauptort wie auch Ortschaft und Katastralgemeinde ist die Stadt Steyregg.
Sie befindet sich 3½ Kilometer östlich des Linzer Zentrums und liegt auf um die 260 m ü. A. Höhe am Nordostrand des Linzer Felds, 1½ Kilometer nördlich ab von der Donau. Hier erheben sich die Niederterrassen der Donautalung zu den Mühlviertler Randlagen.
Die Ortschaft umfasst um die 700 Gebäude mit über 2700 Einwohnern, das ist gut die Hälfte der Gemeindebevölkerung. Etwa die Hälfte davon wohnen in der Stadt selbst, das ist der Zählsprengel Steyregg-Zentrum. Zum Ortschaftsgebiet gehören auch die Rotte Windegg donauaufwärts und die zerstreuten Häuser Obernbergen sowie das Gehöft Pimesbauer an den Hängen des Pfennigbergs und das Siedlungsgebiet Weih, die den Zählsprengel Steyregg-West bilden. Einige Dutzend Häuser der Ortschaft gehören auch zum Zählsprengel Steyregg-Umgebung.
Die Katastralgemeinde mit knapp 1.500 Hektar erstreckt sich – was dem Ortschaftsgebiet entspricht – von der Donaumitte bis über den Pfenningberg im Norden, im Südosten schließt sie Auen (Neuau, Altau, Hannerlhaufen, Ringelau), wo auch das Betriebsgelände der Welser Kieswerke liegt, mit ein. Die Haltestelle Pulgarn befindet sich ebenfalls noch im Katastralgebiet.
Nachbarorte, -ortschaften und -katastralgemeinden:
| Obernbergen Windegg                      | Plesching (O)                               | Lachstatt (KG) ∗                           |
| Donau ∗ Lustenau (Stt. u. KG, Std. Linz) | Kompassrose, die auf Nachbargemeinden zeigt | Götzelsdorf (O) Hasenberg (O) Pulgarn (KG) |
| Donau St. Peter (Stt. u. KG, Std. Linz)  |                                             | Donau Posch (Stt. u. KG, Std. Linz)        |

## Persönlichkeiten

### Söhne und Töchter der Gemeinde
- Mimi Eckmair-Freudenthaler (1910–1985), Schriftstellerin
- Elisabeth Reichart (* 1953), Schriftstellerin
- Gabriele Deutsch (* 1960), Schauspielerin
- Martin Wagner (* 1962), Tiermediziner und Hochschullehrer
- Manuel Ortega (* 1980), Sänger und Entertainer

### Personen mit Bezug zur Gemeinde
- Ulrich II. von Kapellen (1250–1301), Landrichter ob der Enns
- Karl Derntl (1918–1975), Komponist
- Hermann Haider (* 1938), Maler und Grafiker
- Josef Buchner (* 1942), ehemaliger Steyregger Bürgermeister und Abgeordneter zum Nationalrat
- Rudolf Anschober (* 1960), ehemaliger Nationalratsabgeordneter, Landesrat und Bundesminister (GRÜNE)
- Angelika Niedetzky (* 1979), Schauspielerin